# Sciurus pyrrhinus
Lo scoiattolo rosso di Junín (Sciurus pyrrhinus Thomas, 1898) è una specie di scoiattolo arboricolo del genere Sciurus endemica del Perù.

## Descrizione
L'aspetto di questa specie non si discosta molto da quello degli altri scoiattoli arboricoli sudamericani, in particolare da quello di un suo stretto parente, lo scoiattolo flammeo (Sciurus flammifer). Si riconosce facilmente perché è l'unica specie di scoiattolo dalla pelliccia di colore rosso del Perù.

## Distribuzione e habitat
Vive nelle foreste tropicali lungo le pendici orientali delle Ande, nella Regione di Junín, dalla quale prende il nome.

## Biologia
Questa specie è nota solamente a partire da pochi esemplari e sulla sua biologia non sappiamo praticamente nulla.

## Conservazione
Le notizie inerenti a questa specie sono così poche che la IUCN la inserisce tra quelle a status indeterminato.